# U 1009
U 1009 war ein deutsches Unterseeboot des Typs VII C, ein sogenanntes „Atlantikboot“, das im Zweiten Weltkrieg durch die Kriegsmarine eingesetzt wurde.

## Technische Daten
Ein Typ VII C-Boot erreichte, getrieben von zwei Dieselmotoren bei der Überwasserfahrt eine Geschwindigkeit von 17 Knoten, hatte eine maximale Reichweite von 6500 sm und konnte unter Wasser mithilfe der zwei Elektromotoren 7,8 Knoten Fahrt machen, bei einer maximalen Reichweite von 80 sm.

## Kommandanten
- 10. Februar 1944 bis 8. Mai 1945 Oblt.z.S.d.R. Klaus Hilgendorf
- 28. November 1944 bis 8. Februar 1945 Oblt.z.S. Dietrich Zehle (in Vertretung)

Quelle:

## Einsatz und Geschichte
Das U-Boot gehörte vom 10. Februar 1944 bis zum 31. Oktober 1944 als Ausbildungsboot zur 31. U-Flottille (Hamburg) und wurde ab 1. November 1944 als Frontboot bei der 11. U-Flottille (Bergen) eingesetzt.
Verlegungsfahrt – U 1009 verließ am 12. Oktober 1944 Kiel und lief am 14. Oktober 1944 in Horten ein.
Weitere Fahrten waren:
- 22. Oktober 1944 – aus Horten ausgelaufen.
- 23. Oktober 1944 – in Kristiansand eingelaufen.
- 27. Oktober 1944 – aus Kristiansand ausgelaufen.
- 28. Oktober 1944 – in Horten eingelaufen.
- 17. November 1944 – aus Horten ausgelaufen.
- 19. November 1944 – in Kristiansand eingelaufen.
- 20. November 1944 – aus Kristiansand ausgelaufen.
- 20. November 1944 – in Egersund eingelaufen.
- 26. November 1944 – aus Egersund ausgelaufen.
- 27. November 1944 – in Bergen eingelaufen.

Am 28. November 1944 begann unter Oblt.z.S. Dietrich Zehle die 1. Feindfahrt.
Das Operationsgebiet war der Nordatlantik, nördlich von Schottland. Die Feindfahrt wurde am 8. Februar 1945 mit dem Einlaufen von U 1009 in Trondheim beendet.
In diesem Zeitraum unternahm U 1009 die folgenden Fahrten:
- 28. November 1944 – aus Bergen ausgelaufen.
- 3. Dezember 1944 – in Bergen eingelaufen.
- 11. Dezember 1944 – aus Bergen ausgelaufen.
- 8. Februar 1945 – in Trondheim eingelaufen.

Die 2. Feindfahrt (unter Oblt.z.S.d.R. Klaus Hilgendorf) begann am 29. März 1945.
U 1009 lief aus Trondheim aus und wurde als Wetterboot im Nordatlantik eingesetzt.
Am 8. Mai 1945 kapitulierte U 1009 und lief am 10. Mai 1945 in Loch Eriboll an der schottischen Nordküste ein.
Das Boot wurde am 15. Dezember 1945 vom britischen Geleitzerstörer Mendip (L.60) auf die Position der Operation Deadlight geschleppt und am 16. Dezember 1945 um 09:28 Uhr im Nordatlantik nordwestlich von Irland durch Artillerie des britischen Zerstörers Onslow versenkt.